# Volta ao País Basco de 1928
A Volta ao País Basco, disputada entre 1 de agosto e 5 de agosto de 1928, estava dividida em 4 etapas para um total de 762 km.
Para esta primeira edição inscreveram-se 61 ciclistas, dos que finalmente participaram 57 e finalizaram a prova 36 deles.
O vencedor final foi o ciclista belga Maurice Dewaele.

## Etapas
| Etapa     | Data     | Percurso                            | km  | Vencedor da Etapa | Líder da geral  |
| --------- | -------- | ----------------------------------- | --- | ----------------- | --------------- |
| 1.ª etapa | 01/08/28 | Bilbao - Vitoria-Gasteiz            | 174 | Ricardo Montero   | Ricardo Montero |
| 2.ª etapa | 02/08/28 | Vitoria-Gasteiz - Pamplona          | 150 | Maurice Dewaele   | Maurice Dewaele |
| 3.ª etapa | 03/08/28 | Pamplona - San Sebastián            | 267 | André Leducq      | Maurice Dewaele |
| 4.ª etapa | 05/08/28 | San Sebastián - Guecho (Las Arenas) | 171 | Nicolas Frantz    | Maurice Dewaele |

## Classificações
| \| 1. \| Maurice Dewaele \| Bélgica \| 27h 18' 41s \| \| 2. \| André Leducq \| França \| a 12' 20s \| \| 3. \| Mariano Cañardo \| Espanha \| a 12' 32s \| \| 4. \| Julien Vervaecke \| Bélgica \| a 20' 00s \| \| 5. \| Ricardo Montero \| Espanha \| a 20' 22s \| \| 6. \| Nicolas Frantz \| Luxemburgo \| a 46' 06s \| \| 7. \| Aime Deolet \| Bélgica \| a 51' 28s \| \| 8. \| Segundo Barruetabeña \| Espanha \| a 1h 00' 52s \| \| 9. \| Valeriano Risse \| Espanha \| a 1h 05' 57s \| \| 10. \| Juan Mateu \| Espanha \| a 1h 11' 08s \| |                      |            |              |
| 1. | Maurice Dewaele      | Bélgica    | 27h 18' 41s  |
| 2. | André Leducq         | França     | a 12' 20s    |
| 3. | Mariano Cañardo      | Espanha    | a 12' 32s    |
| 4. | Julien Vervaecke     | Bélgica    | a 20' 00s    |
| 5. | Ricardo Montero      | Espanha    | a 20' 22s    |
| 6. | Nicolas Frantz       | Luxemburgo | a 46' 06s    |
| 7. | Aime Deolet          | Bélgica    | a 51' 28s    |
| 8. | Segundo Barruetabeña | Espanha    | a 1h 00' 52s |
| 9. | Valeriano Risse      | Espanha    | a 1h 05' 57s |
| 10. | Juan Mateu           | Espanha    | a 1h 11' 08s |

| \| 1. \| Mariano Cañardo \| Elvish \| 27h 31' 13s \| \| 2. \| Ricardo Montero \| Dilecta \| a 8' 02s \| \| 3. \| Segundo Barruetabeña \| Morais \| a 48' 32s \| \| 4. \| Valeriano Risse \| Elvish \| a 53' 37s \| \| 5. \| Juan Mateu \| FC Barcelona \| a 58' 48s \| \| 6. \| Victorino Otero \| S.ciclista Cántabra \| a 1h 08' 41s \| \| 7. \| Eduardo Fernández \| Madri \| a 1h 30' 41s \| \| 8. \| José Trueba \| S.ciclista Cántabra \| a 1h 32' 40s \| \| 9. \| Francisco Mula \| Madrid \| a 1h 53' 43s \| \| 10. \| Teodoro Monteys \| Sport Ciclista Catalá \| a 1h 57' 58s \| |                      |                       |              |
| 1. | Mariano Cañardo      | Elvish                | 27h 31' 13s  |
| 2. | Ricardo Montero      | Dilecta               | a 8' 02s     |
| 3. | Segundo Barruetabeña | Morais                | a 48' 32s    |
| 4. | Valeriano Risse      | Elvish                | a 53' 37s    |
| 5. | Juan Mateu           | FC Barcelona          | a 58' 48s    |
| 6. | Victorino Otero      | S.ciclista Cántabra   | a 1h 08' 41s |
| 7. | Eduardo Fernández    | Madri                 | a 1h 30' 41s |
| 8. | José Trueba          | S.ciclista Cántabra   | a 1h 32' 40s |
| 9. | Francisco Mula       | Madrid                | a 1h 53' 43s |
| 10. | Teodoro Monteys      | Sport Ciclista Catalá | a 1h 57' 58s |